# Rupert Erythropel
Rupert Erythropel (auch: Ruppertus oder Rupertus Erythropilus oder Erytropilus sowie Rupert Rothut, * 1556 in Schmallenberg; † 7. Oktober 1626 in Hannover) war ein deutscher evangelischer Pastor in Hannover und Ahnherr einer der ältesten hannoverschen Gelehrtenfamilien, der Erythropels, deren Nachfahren bis 1983 in Hannover lebten.

## Leben
Rupert wurde als Sohn des Kaufmanns Heinrich Rothuet und dessen Frau Clara (geb. Kummer, auch: Cumer, lat.: Cumera Cumeria, Cieruvia) vermutlich am 27. März, dem Rupertstag, geboren. Nach dem Wunsch seines Vaters hätte er ebenfalls ein Kaufmann werden sollen. Jedoch zeigte sich bei ihm bereits seit frühster Kindheit ein Hang zu einer gelehrten Bildung. Nachdem der Vater diese Entwicklung akzeptiert hatte, besuchte er verschiedene Schulen, so in Soste, Ahlen, Bühren, Wetter, Marburg, Gronau, Hildesheim und Braunschweig. In Braunschweig wurde er ein Famulus von Martin Chemnitz, welchen er unter anderem zu Verhandlungen zu Apologie der Konkordienformel nach Erfurt begleitete und sich dort als Schreiber betätigte. Den ursprünglichen Familiennamen Rothut übertrug er ins Griechische, „non arroganter, sed pro more seculi istiu“ („nicht hochmütig, sondern nach der Art der Zeit“).
Um 1581 absolvierte er ein Studium an der Universität Leipzig, wo Matthäus Dresser einer seiner Lehrer war. Im März 1585 begab er sich an die Universität Wittenberg, wo er im gleichen Monat zum Magister der philosophischen Wissenschaften avancierte und von Polykarp Leyser dem Älteren gefördert wurde. 1585 wurde er Konrektor in Hannover, im Folgejahr berief man ihn zum Pfarrer an der Kreuzkirche ebenda und 1596 wirkte er als Pfarrer an der St. Georgs- oder auch Marktkirche.

## Familie
Der Ahnherr der hannoverschen Familie Erythropel heiratete am 9. Juni 1588 in Hannover Margarethe Falkenreich (* 20. Oktober 1571 in Hannover; † 27. August 1633 ebd.), To. d. Ratsherrn in Hannover Gottschalk Falkenreich und dessen Frau Catharina (geb. Jungknecht). Aus der Ehe gingen vier Söhne und fünf Töchter hervor. Drei Söhne und eine Tochter überlebten Vater und Mutter. Von den Kindern kennt man:
1. So. David (1604–1661), ⚭ 10. März 1641 mit Elisabeth Bodenstab (auch: Bödestab; * 1. Dezember 1622 in Hannover; † Mai 1690 ebd.), Tochter des Diakons St. Aegidien in Hannover Conrad Bodenstab und der Maria Block
2. So. Georg (1607–1669) ⚭ 1632 mit Catharina Jani (* 1609 in Hannover; † 6. Dezember 1669 ebd.), To. Pfr. St. Aegidien Mag. Christoph Jani (auch: Janus, Jahn; * 1565; † 1638 in Hannover) und der Margaretha Hammon
3. So. Martin Erythropel (1610–1655) ⚭ 5. Mai 1634 mit Anna Ursula Steuber (* 1617 in Gießen; † 17. Oktober 1669 in Darmstadt), Tochter des Professors der Theologie an der Universität Marburg & Pfr. St. Elisabeth Marburg Johannes Steuber (* 16. Januar 1590 in Schwickartshausen; † 5. Februar 1643 in Marburg) u. d. Elisabeth Lüncker (* Marburg; † 4. April 1664 ebd.), Sie ⚭ II. mit d. Kanzleidirektor in Darmstadt Martin Chunius
4. To. Margaretha Erytropel († 5. Januar 1626 in Hannover) ⚭ 20. Oktober 1614 in Hannover mit dem Pfarrer der St. Lambertikirche in Hildesheim Mag. Justus Rupenius (* 20. April 1580 in Hannover; □ 17. September 1639 in Hildesheim)
5. To. Elisabeth Erytropel († ± 1626) ⚭ 1620 mit dem Konrektor, sp. Pfr. St. Kreuzkirche Hannover Mag. Nicolaus Otto (* 1592 in Stade; † 29. Juli 1649 in Hannover)
6. To. N.N. Erytropel (älteste und überlebende Tochter) ⚭ Jonas Bencke, Bürger Hannover

## Anmerkung
Aus den Zeiten der Pest in Hannover ist ein Beleg für die Behauptung überliefert, dass scheinbar Verstorbene mitunter lebendig begraben wurden: Als ein Freund Erythropels bestattet werden sollte, ließ der Pastor vor der Beisetzung den Deckel des Sarges noch einmal öffnen. Da richtete sich der „Tote“ auf und „entbot dem Geistlichen einen Gruß“.

## Werke (Auswahl)
- Weckglock, darinnen die schlaffende Teutschen wider die wachende Türcken auffgewecket werden : Das ist: Gründtliche Beschreibung, in was Noht und Bedrängnuß Teutschland, umb der Sünde willen. Spies, Frankfurt/Main, 1595 (Digitalisat)
- Leichpredigt : Bey dem Begräbnis des Ehrnvesten/ Achtbaren und vornemen Herrn Hansen Volgers des Eltern patricii unnd weiland Rathsverwandten. Hantzsch, Hildesheim, 1606,[7] (Digitalisat)
- Christliche Leichpredigt/ Gehalten bey dem Volckreichen Begräbnis des ... Herrn M. Christiani Beckmanni Rectoris scholae Hannoveranae. Jacob Lucius, Helmstedt, 1607[8] (Digitalisat)
- Harmonia Historica IV. Evangelistarum complectens, Ministerium Et Vitam Salvatoris Domini Nostri Jesu Christi, Das ist Ein kurtzer Historischer Außzug/ der uber einstimmung der vier Evangelisten uber dem Lehr/ Wunder und Frohnambt/ Wanderschafft/ Leben/ Todt und Aufferstehung unsers Herren Jesu Christi. Ambrosius Kirchner & Zacharias Dörffler, Magdeburg, 1609 (Digitalisat)
- Leich und Trostpredigt Uber dem tödtlichen Abgang des Ehrnvesten und Wolgeachten Hansen von Anderten/ der Anno 1608. den 3. Julii bey uns seliglich eingeschlaffen/ und folgends drauff den 6. zu S. Niclags begraben. Andreas Gehne Erben, Magdeburg, 1609[9] (Digitalisat)
- Christliche Leichpredigt : Bey de[m] Ehrlichen Begrebniß der ... Sophiae Reicharts/ des ... Erici Reichen Burgermeisters in Han[n]over vielgeliebten hausfrawen/ Welche den 2. Aprilis Christlicher weise zur Erden bestattet worden. Stadthagen, 1612[10] (Digitalisat)
- Passionae Oder: CreutzOpffer unsers Herren Jesu Christi/ Wie dasselbe beschrieben/ mit trewem fleiß erkläret und ordentlich disponirt. Ambrosius Kirchner und Andreas Bertzel, Magdeburg, 1615 (Digitalisat)
- Theologia Apostolica & methodica, Das ist/ Außführliche und Ordentliche Außlegung aller Episteln Pauli/ Petri/ Jacobi/ Johannis/ Judae und an die Hebreer. Mit nützlichem Fleiß gearbeitet und aus gesunden Büchern zusammen getragen. Johann Vogt, Goslar, 1615 (Digitalisat)
- Theologia Apostolica & methodica, Das ist: Außführliche und richtige Außlegung der ersten Epistel Pauli an die Corinther, aus guten Auctoribus zusammen getragen. Johann Vogt, Goslar, 1616 (Digitalisat)
- Theologia Apostolica & methodica, Das ist: Außführliche und richtige Außlegung der anderen Epistel Pauli an die Corinther, aus guten Auctoribus zusammen getragen. Johann Vogt, Goslar, 1616 (Digitalisat)
- Theologia Apostolica & methodica, Das ist: Außführliche und richtige Erklärung der II. Epistel Pauli ad Timotheum. Johann Vogt, Goslar, 1617 (Digitalisat)
- Theologia Apostolica & methodica, Das ist: Außführliche und richtige Außlegung der Epistel ad Titum und Philemonem. Johann Vogt, Goslar, 1617 (Digitalisat)
- Theologia Apostolica & methodica, Das ist: Außführliche und richtige Außlegung der I. Epistel Petri. Johann Vogt, Goslar, 1617 (Digitalisat)
- Theologia Apostolica & methodica, Das ist: Außführliche und richtige Außlegung der II. Epistel Petri. Johann Vogt, Goslar, 1617 (Digitalisat)
- Theologia Apostolica & methodica, Das ist: Außführliche und Außlegung der Epistel Pauli ad Galatas. Johann Vogt, Goslar, 1617 (Digitalisat)
- Theologia Apostolica & methodica, Das ist: Außführliche und richtige Außlegung der Epistel Pauli ad Ephesios. Johann Vogt, Goslar, 1617 (Digitalisat)
- Theologia Apostolica & methodica, Das ist: Außführliche und richtige Außlegung der Epistel Pauli ad Philippenses. Johann Vogt, Goslar, 1617 (Digitalisat)
- Theologia Apostolica & methodica, Das ist: Außführliche und richtige Außlegung der Epistel Pauli ad Colossenses. Johann Vogt, Goslar, 1617 (Digitalisat)
- Theologia Apostolica & methodica, Das ist: Außführliche und richtige Außlegung der I. Epistel Pauli ad Thessalonicenses. Johann Vogt, Goslar, 1617 (Digitalisat)
- Theologia Apostolica & methodica, Das ist: Außführliche und richtige Erklärung der II. Episteln Pauli ad Thessalonicenses. Johann Vogt, Goslar, 1617 (Digitalisat)
- Theologia Apostolica & methodica, Das ist: Außführliche und richtige Erklärung der I. Epistel Pauli ad Timotheum. Johann Vogt, Goslar, 1617 (Digitalisat)
- Theologia Apostolica & methodica, Das ist: Außführliche und richtige Außlegung der dreyen Episteln Johannis. Elias Holwein, Wolfenbüttel, 1617 (Digitalisat)
- Theologia Apostolica & methodica, Das ist: Außführliche und richtige Außlegung der Epistel Jacobi. Johann Vogt, Goslar, 1617 (Digitalisat)
- Theologia Apostolica & methodica, Das ist: Außführliche und richtige Außlegung der Epistel an die Ebraeer. Johann Vogt, Goslar, 1617 (Digitalisat)
- Theologia Apostolica & methodica, Das ist: Außführliche und richtige Außlegung der Epistel Judae. Johann Vogt, Goslar, 1617 (Digitalisat)
- Leichpredigt : Bey der Volckreichen Leichbegengnüß/ Der Edlen/ Erbaren/ und Vieltugendreichen Frawen/ Luciae Paul, dess Edlen Ehrenvesten und Hochgelarten Herrn Jobsten/ von Walthausen/ beyder Rechte Doctoren/ und Alten Braunschweigischen Cantzlers S. hinterlassenen Withen. Sebastian Schmuck, Celle, 1618[11] (Digitalisat)
- LeichSermon Uber dem Begräbniß Deß Ehrnvesten/ Fürachtbaren unnd Vornehmen Bartoldi von Anderten/ Weyland Patricii Hannoverensis, als er zu S. Niclauß vor Hannover in sein Ruhekämmerlein gesetzt worden/ Anno 1619. den 1. Maj. Joachim Gössel, Hildesheim, 1620[12] (Digitalisat)